# Romeins theater van Orange
Het Romeinse theater van Orange is een antiek theater in de Franse stad Orange. Het geldt als een van de best bewaard gebleven theaters uit het Romeinse Rijk.

## Geschiedenis
Colonia Julia Firma Secundanorum Arausio was een Romeinse colonia, die in 40 v.Chr. werd gesticht door de soldaten van het Tweede Legioen. Het theater werd in de 1e eeuw n.Chr. gebouwd. Het speelde een belangrijke rol in het stadsleven. Men kon er onder andere naar pantomime, voordrachten van dichters en Attische komedies kijken. Op het podium stonden grootse decorstukken en er konden met behulp van machines allerlei speciale effecten worden gecreëerd. De toegang tot de voorstellingen, die vaak de hele dag duurden, was gratis.

## Sluiting en verval
Het Romeinse rijk veranderde gedurende de 4e eeuw sterk onder invloed van het opkomende christendom. In 391 werd het theater in Orange per officieel besluit gesloten, omdat de kerk bezwaar maakte tegen de in hun ogen onzedelijke voorstellingen. Het theater werd verlaten en verviel in de eeuwen die volgden. In de middeleeuwen werd het gebouw geplunderd door barbaren en diende het als verdedigingspost. Tijdens de religieuze conflicten in de 16e eeuw werd het theater door de burgers gebruikt als toevluchtsoord. Het gebouw diende ook nog als gevangenis tijdens de Franse Revolutie. In juli 1794 vonden de 32 zaligen van Orange de dood onder de guillotine.

## Restauratie
In de 19e eeuw werd het theater weer gerestaureerd. In 1824 werd op initiatief van Prosper Mérimée met de restauratiewerkzaamheden begonnen en vanaf 1869 konden er weer voorstellingen worden gegeven. Alle belangrijke Franse artiesten traden toen in het theater op. Zo speelde Sarah Bernhardt er in 1903 in de tragedie Phèdre. Iedere zomer wordt in het theater het operafestival Chorégies d'Orange gehouden. Dit is de opvolger van het Rome Festival dat sinds 1869 werd georganiseerd.
Het theater is goed bewaard gebleven. Opvallend is dat het 103 meter lange podiumgebouw nog vrijwel intact is, terwijl dit bij vrijwel alle andere antieke theaters geheel is verdwenen. Van de naar schatting 9.000-10.000 zitplaatsen zijn er 7.000 hersteld. De bovenste rijen van de tribune zijn niet meer herbouwd. In 2006 is een nieuw dak van metaal en kunststof op het podiumgebouw geplaatst.

## Werelderfgoed
Het theater staat, met de Triomfboog van Orange, sinds 1981 op de Werelderfgoedlijst van Unesco, met UNESCO volgnummer 163. Het gebouw voldoet aan de volgende criteria: Het is een zeldzaam overblijfsel van een verdwenen cultuur (3) en het wordt geassocieerd met gebeurtenissen, tradities of geloven van universele betekenis (6).

## Foto's

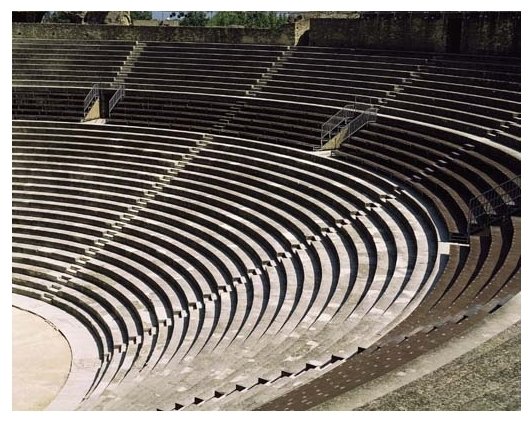
De zitplaatsen
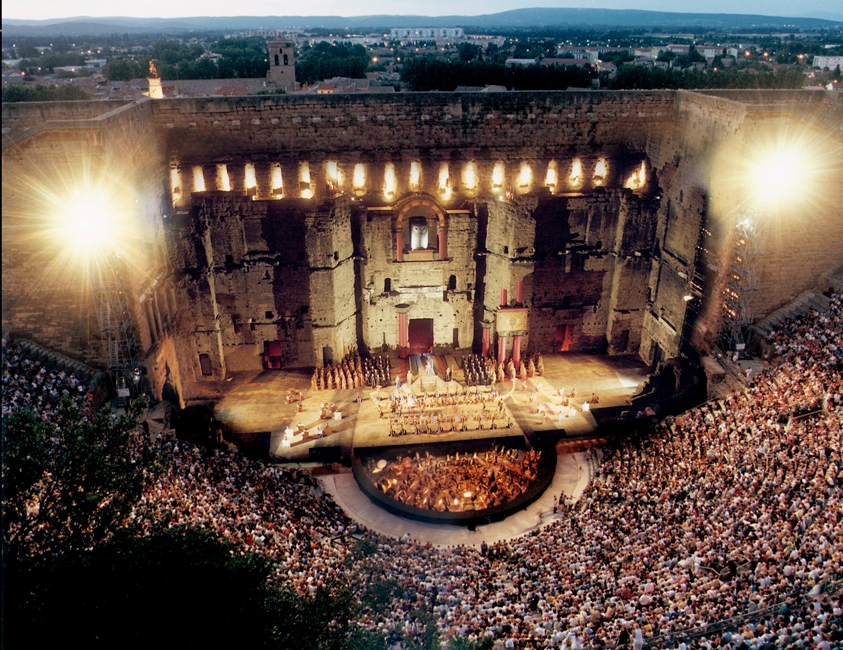
Het theater tijdens het Chorégies-festival
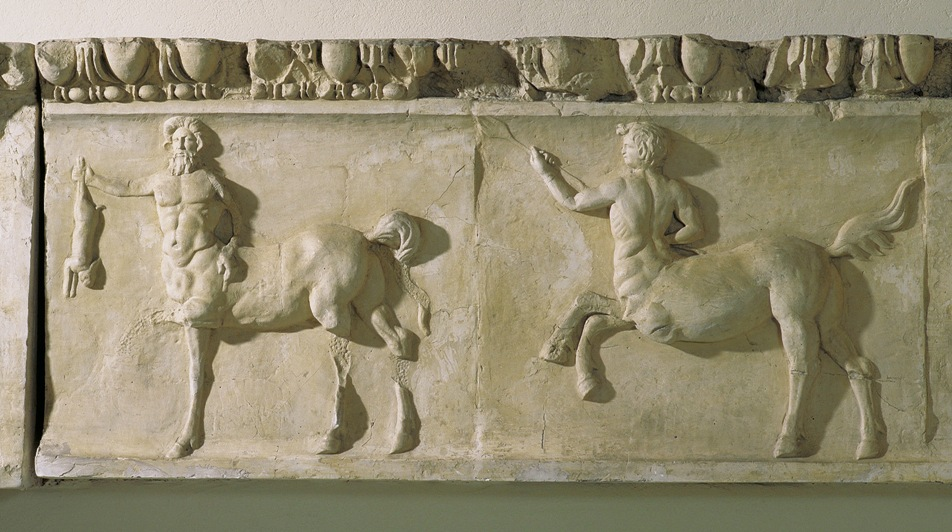
De fries met de centauren
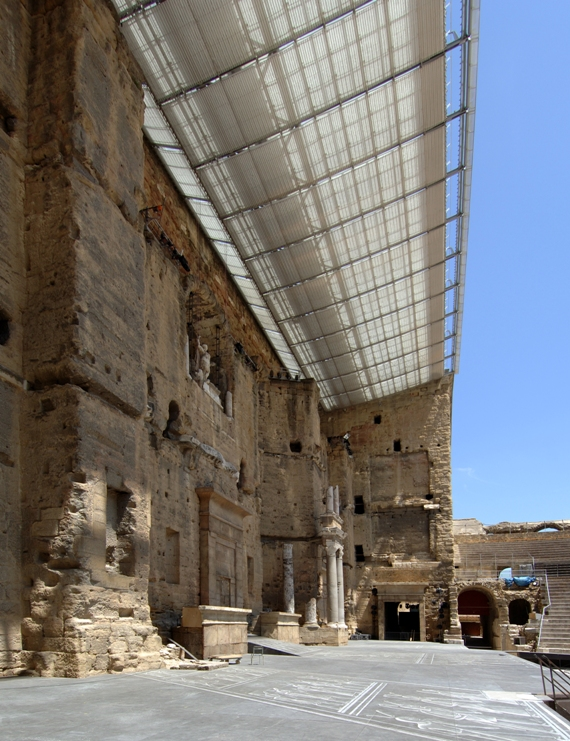
Het moderne dak van het podium
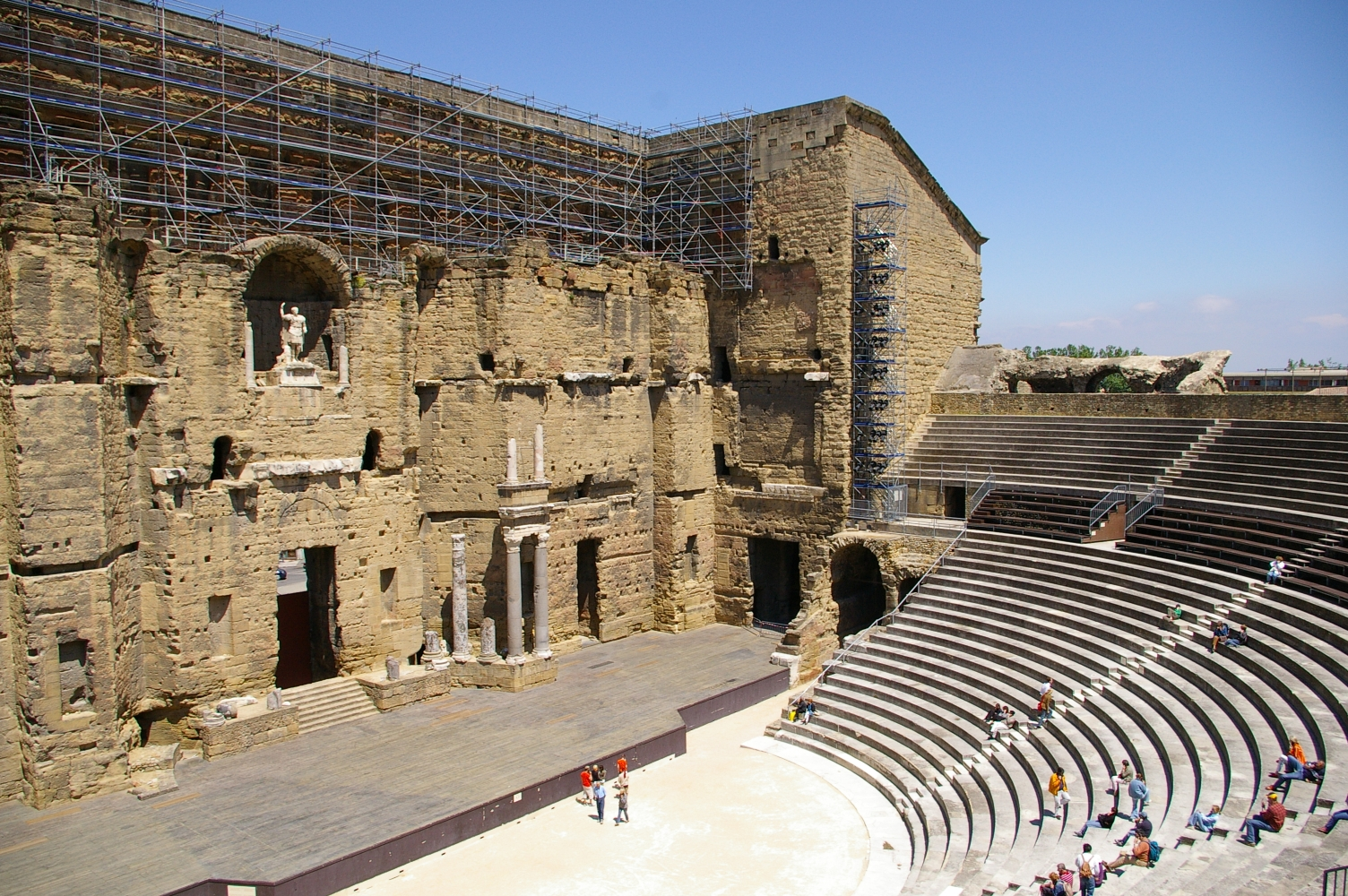